# Eugène Smits
Pour les articles homonymes, voir Smits.

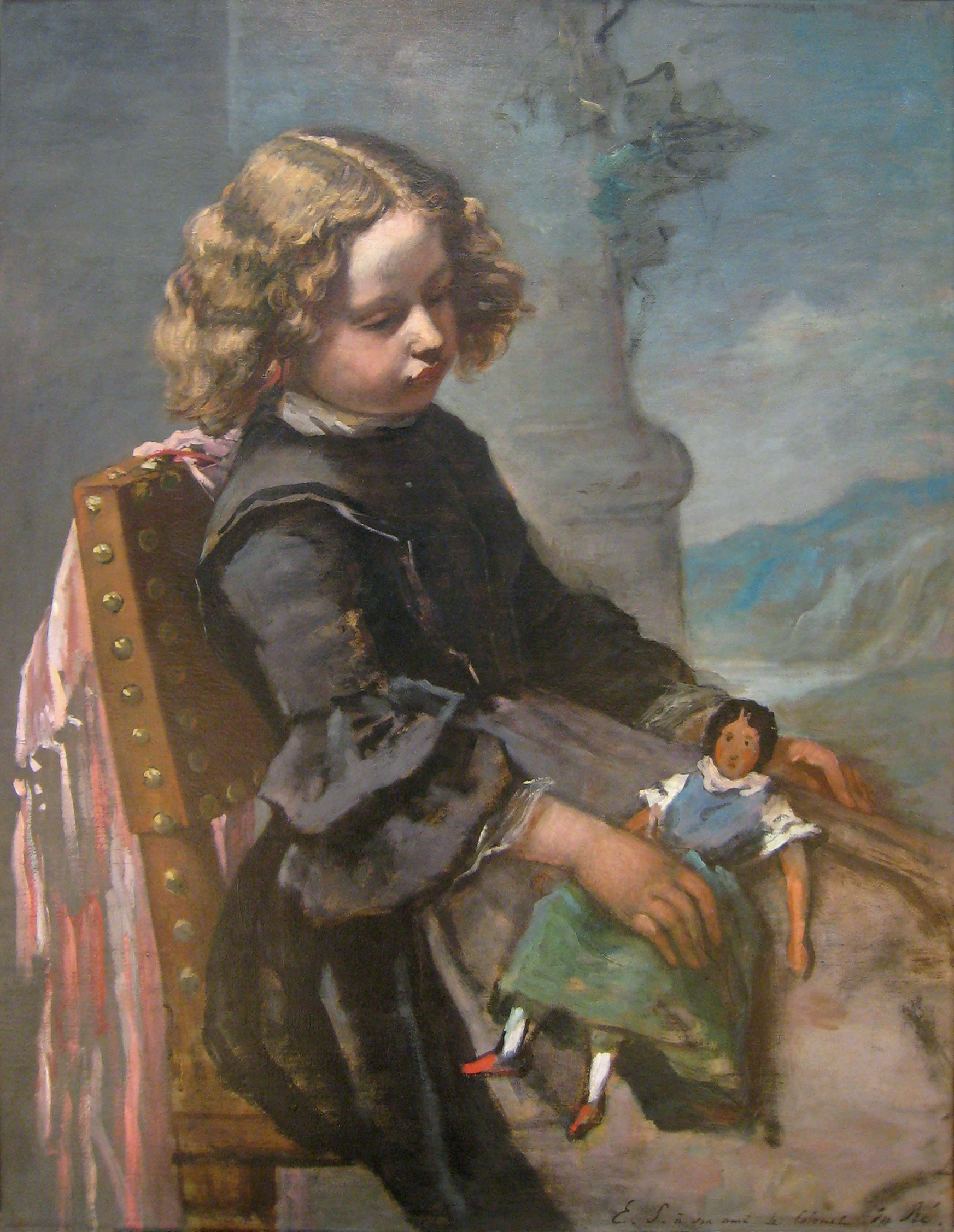
L'enfant à la poupée
Musée d'Ixelles

Eugène Smits (Eugenius Josephus Henricus Smits), né à Anvers en 1826 (23 mai 1826) et mort à Schaerbeek (Bruxelles) en 1912, est un peintre belge de figures, de paysages et de portraits. 

## Biographie
Il se forme à l'Académie royale des beaux-arts de Bruxelles, où il suit les cours de François-Joseph Navez.
Il vit à Paris en 1851-1852, où il fréquente les frères Joseph et Alfred Stevens, Millet et Isabey. C'est un ami de l'écrivain Pirmez.
Il participe à l'Exposition universelle de Paris de 1855. 
Il séjourne en Italie de 1861 à 1864 d'où il ramène une grande toile, Roma, dimanche après-midi au Pincio daté de 1862, elle est conservée au Palais royal de Bruxelles. 
Il revient d'Italie fasciné par la Renaissance, mais il est aussi grand admirateur de Rubens comme il le montre en 1868 dans La Marche des saisons, conservée par les Musées Royaux des Beaux-Arts à Bruxelles. Cette même année, il devient membre fondateur de la Société libre des Beaux-Arts.
Il expose pour la première fois au Salon de Bruxelles de 1875.
Il est nommé  Officier de l'ordre de Léopold le 4 mai 1881.
Il devient membre de l'Académie royale de Belgique en 1902. 
Il vécut longtemps dans la commune bruxelloise de Schaerbeek.

## Œuvre
Il pratique un art plein de charme et d'intimité. Sa discrétion l'empêche de se révéler pleinement, notamment en peinture monumentale. Outre des tableaux d'inspiration mythologique où historique, il excelle comme portraitiste au crayon coloré ou au fusain.
- Jeune romaine à la fleur, 1864, huile sur bois, 23 x 19 cm. Nemours, Château-Musée, 1910.55.1.
- La Marche des saisons , 1868, Huile sur toile, 202 × 244 cm, Musées royaux, Bruxelles[3]
- Paysage boisé avec figure féminine, 1871, aquarelle, 202 × 133 cm, Musée royal des Beaux-Arts d'Anvers[4]
- Autoportrait , 1891, Fusain, craie sur papier marouflé sur toile, 92 × 60 cm, Musées royaux, Bruxelles[5]
- Sibeau, vers 1908, Huile sur bois, 35 × 47 cm, Musées royaux, Bruxelles[6]

Dates non documentées
- Venise, Huile sur toile, 80 × 97 cm, Musées royaux, Bruxelles[7]
- Bonheur et malheur, peinture, 157 × 204 cm, Musée royal des Beaux-Arts d'Anvers[8]
- L'Irlandaise, huile sur toile, 43 × 34 cm, Musée des Beaux-Arts de Gand[9]
- Flore, gouache, Musée des Beaux-Arts de Gand[10]
- Autoportrait, Huile sur toile, 48 × 36 cm, Collection privée[11]
- Femme au collier, Huile sur toile, 42 × 33 cm, Collection privée, Vente 2009[12]
- En lisant une lettre, 46 × 38 cm, Collection privée, vente 2017[13]

- Arlon, musée Gaspar, plusieurs huiles[14].

Œuvres d'Eugène Smits
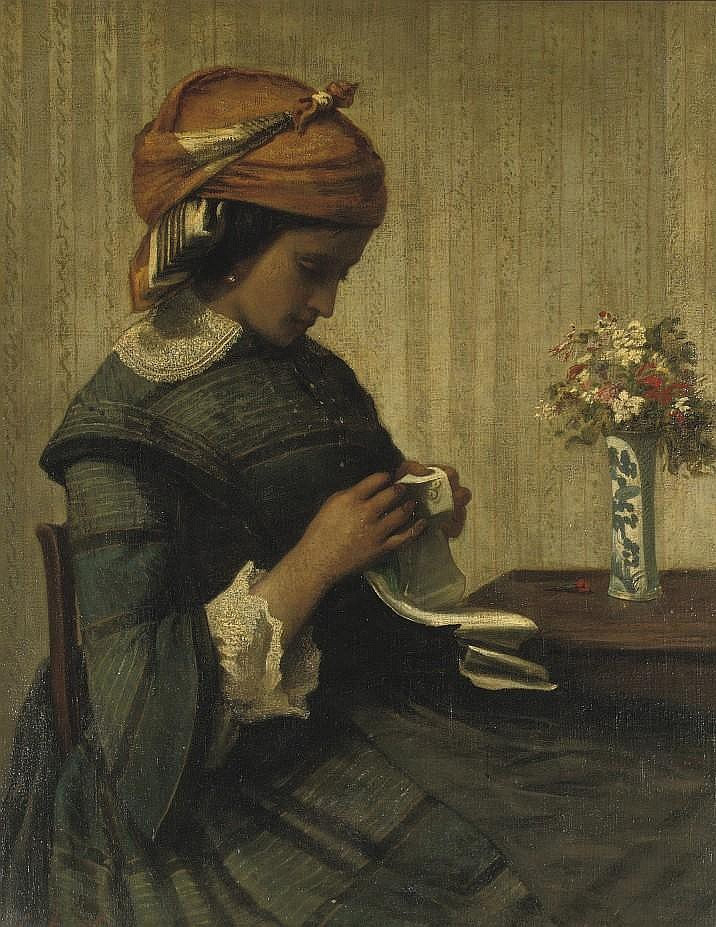
La Lecture de la lettre, 1856 Collection privée
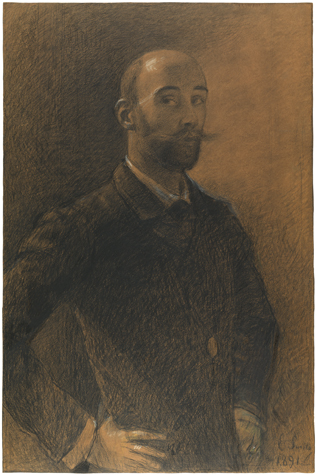
Autoportrait Collection privée
Bonheur et malheur Musée royal des Beaux-Arts d'Anvers
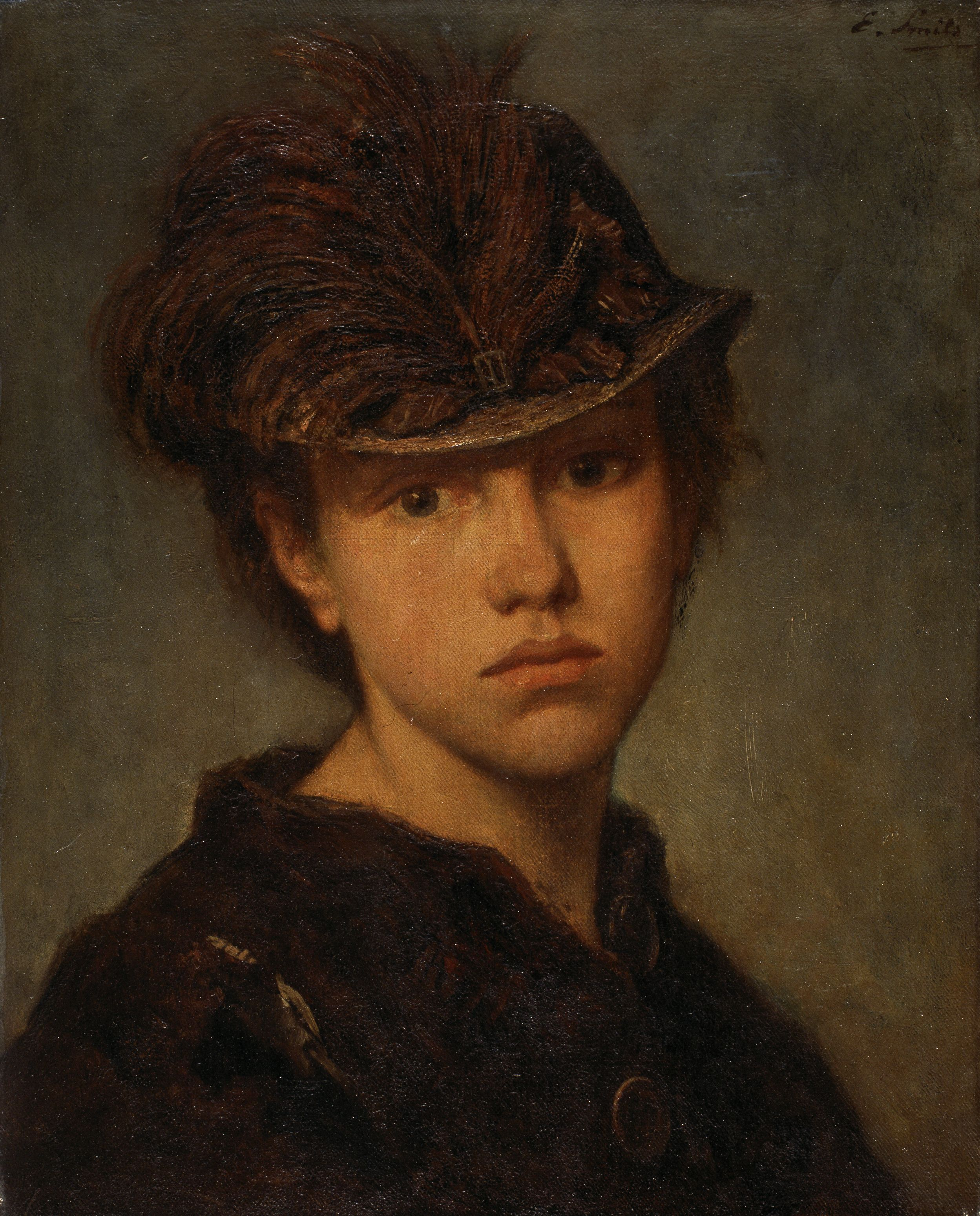
L'Irlandaise Musée des Beaux-Arts de Gand
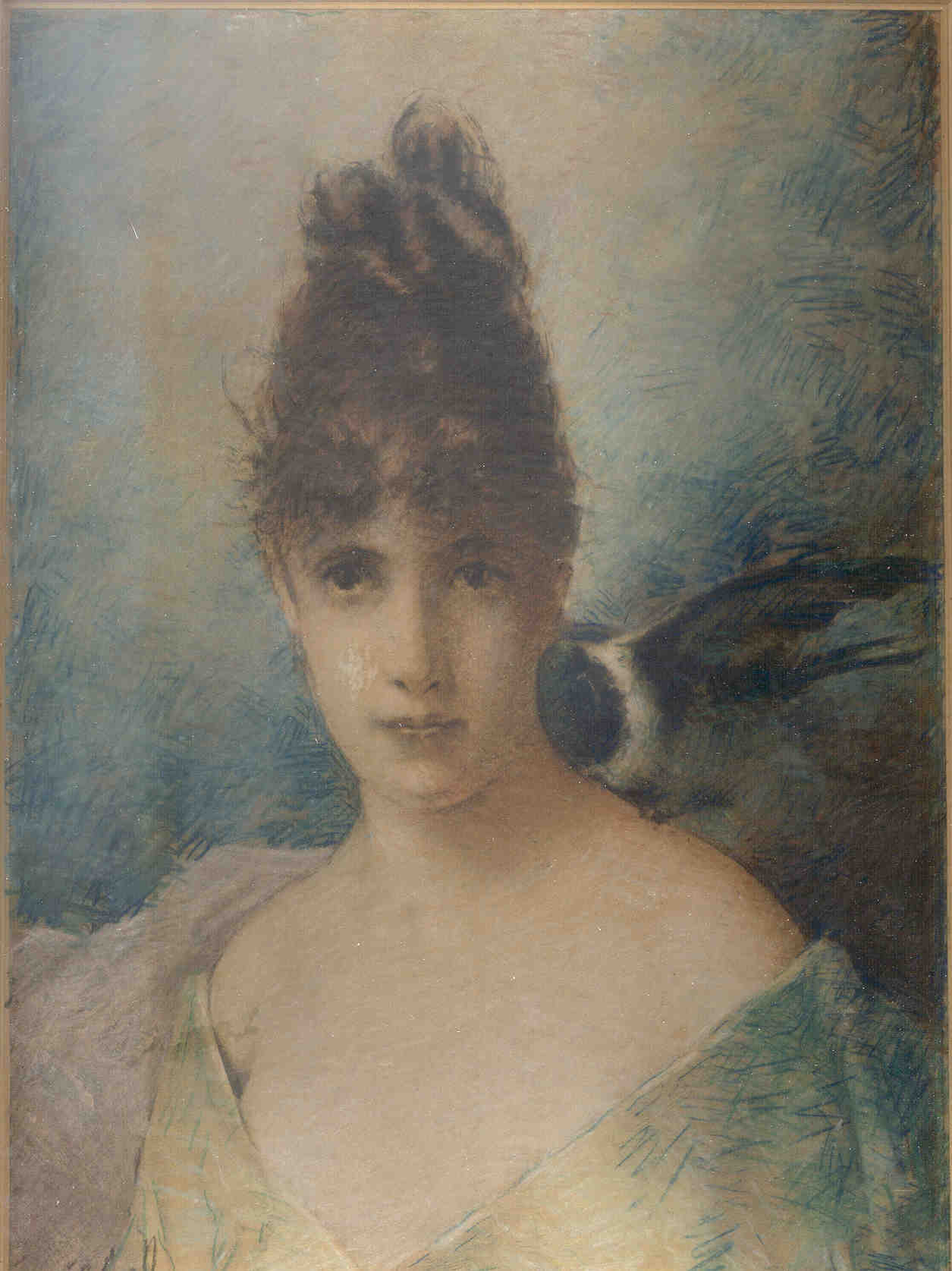
Portrait de jeune fille à la pie
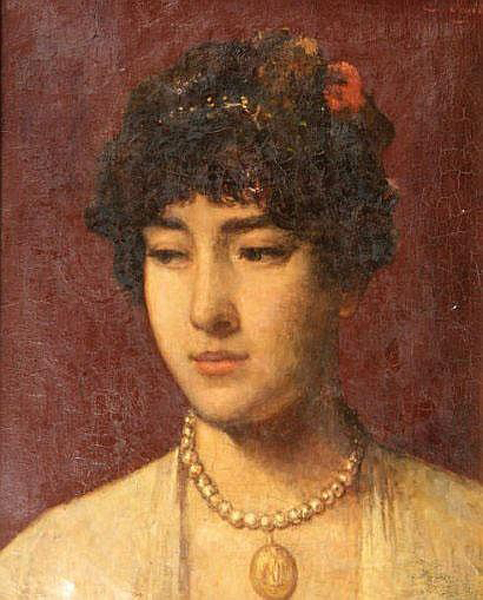
Femme au collier Collection privée

Il est également écrivain, et est publié dans Les Pensées d'E. Smits. 

## Postérité
- Une rue de Schaerbeek porte son nom, la rue Eugène Smits.

« Aquarelliste, dessinateur et graveur, l'artiste est considéré comme un peintre post-romantique. Il a subi l'influence de l'école vénitienne »

— Plaque commémorative, rue Eugène Smits à Schaerbeek